# 吉川晃司
吉川晃司（1965年8月18日—），出生於日本廣島縣安藝郡府中町，著名作曲家、创作歌手、影视剧原声作者。于1984年出道。曾與菅原弘明和松井五郎共事。成名作有《Monica》、《Be my baby》等。

## 爭議

### 紅白封殺事件
吉川晃司於1985年首度登場紅白歌唱大賽（36屆），卻大鬧舞台，做出潑香檳、燒吉他等脫序行為，讓接著表演的河合奈保子與樂隊全亂了套，因此被NHK的所有電視及廣播節目封殺了十多年。直到2002年才參與NHK電視劇《午夜的另一面》（午夜的另一面）演出。

## 影視作品

### 電影
- 漂流街（2000）飾演  伏見
- 從天國來的男人們（2001）飾演  早坂幸平
- 大停電之夜（2005）飾演  大鳥銀次
- 白色榮光（2008）飾演  桐生恭一
- 必死劍鳥刺（2010）飾演 帶屋隼人正
- 神劍闖江湖（2012）飾演 鵜堂刃衛(殺手)
- 永别了 危险刑警（2016）飾演 Koichi Garcia
- 最高機密（2016）飾演 貝沼清孝
- 王者天下3：命運之炎（2023）飾演 龐煖
- 劇場版 一兆＄遊戲（2025）飾演 祁答院一輝

### 動畫電影
- 哆啦A夢電影：大雄的地球交響樂(2024) 飾演 マエストロヴェントー[2]

### 電視劇
- 午夜的另一面孔（2002）飾演 倉田龍三
- 天地人（2009）飾演 織田信長
- 假面騎士W（2009）飾演 鳴海莊吉/假面騎士Skull
- 无法坦诚相对（2010）飾演 中島亮介
- 八重之櫻（2013）飾演 西郷隆盛
- 下町火箭（2015）飾演 財前道生 (帝國重工宇宙航空部部長)
- 精靈守護者（2016）飾演 吉古羅·穆薩
- 下町火箭（2018）飾演 財前道生 (帝國重工宇宙航空部部長)
- 偵探 由利麟太郎（2020）飾演 由利麟太郎（主演）
- DCU（2022）飾演 成合淳
- 飛舞吧！（2022）飾演 大河内守
- 一兆＄遊戲（2023）飾演 祁答院一輝
- ACMA:GAME 惡魔遊戲（2024）飾演 織田清司

## 関連項目
- BOØWY
- COMPLEX
- 布袋寅泰